# Lovely
The Kingdom of Lovely is de naam van een micronatie, met een grote aanhang op internet. Het koninkrijk heeft als grondgebied een flat in Bow, Londen geclaimd, dat eigendom is van de producer en komiek Danny Wallace. Het land is ontstaan uit de BBC-televisieserie How to Start Your Own Country, die in de winter van 2004-2005 werd opgenomen en in augustus en september 2005 werd uitgezonden. Op 4 januari 2006 had Lovely 53.000 inwoners geregistreerd op haar website.
Lovely wordt door de VN niet erkend als land omdat het geen eigen grondgebied heeft. Danny I is inmiddels al wel op bezoek geweest bij het VN-hoofdkwartier in New York en heeft geprobeerd steun los te praten bij diverse ambassadeurs.
De televisieserie is in Nederland uitgezonden door de RVU, onder de titel Kroon jezelf tot koning - en begin je eigen land.
Door de Vlaamse commerciële zender VTM werd in 2006 een op How to Start Your Own Country geïnspireerd programma uitgezonden over de "micronatie" Robland.